# Apple Monitor II
De Apple Monitor II is een groen monochroom CRT-beeldscherm met een diameter van 30 cm (12-inch) dat ontworpen, gefabriceerd en verkocht werd door Apple Computer van 1983 tot 1993 voor gebruik met de Apple II-familie van computers.
Het beeldscherm kwam pas halverwege de levensduur van de Apple II-serie op de markt, voordien gebruikten veel eigenaars van Apple II-computers hun televisietoestel als computermonitor. De Monitor II bevat een binnenste verticaal draaibaar kader, waardoor gebruikers de kijkhoek naar boven of beneden kunnen aanpassen zonder het beeldscherm op een kantelbare voet te moeten zetten. Aan de rechterkant bevindt zich een draaiknop om het contrast bij te regelen. Achteraan zijn er nog bijkomende regelaars om de helderheid in te stellen (brightness), het rollen van het beeld te vermijden (V-hold) en de hoogte van het beeld bij te regelen (V-size). Bovenaan is er een verzonken handvat om de Monitor II gemakkelijk op te kunnen heffen.
De Monitor II werd op grote schaal gebruikt in de hele Apple II-productlijn, maar voornamelijk in combinatie met de Apple IIe.